# Vupen
Vupen Security est une entreprise française de sécurité informatique fondée en 2004 à Montpellier, et implantée également à Annapolis aux États-Unis. Son cœur de métier est la recherche de vulnérabilités dans les logiciels des principaux éditeurs mondiaux, afin de les revendre ensuite aux agences gouvernementales à des fins d'utilisations défensives ou offensives. La société compte parmi sa clientèle l'agence américaine NSA et l'agence allemande BSI.
Vupen Security a remporté en 2011, 2012, 2013 et 2014 le premier prix au concours de hacking Pwn2Own, en exploitant notamment en 2012 une faille de Google Chrome. Leur décision de ne pas révéler les détails de la vulnérabilité à Google mais de les vendre avait alors fait scandale,. Au cours du Pwn2Own 2014, où les équipes de Vupen Security s'illustrent en obtenant 400 000 dollars de récompense, la société accepte de fournir à tous les éditeurs concernés, y compris Google, les détails techniques concernant les failles exploitées, permettant la publication de correctifs de sécurité.
En 2014, Vupen Security décide d'arrêter son activité, motivée par la lourdeur des procédures administratives, mais aussi par les incertitudes juridiques qui pèsent sur son activité, menacée notamment par un amendement de l'arrangement de Wassenaar entré en vigueur le 31 décembre 2014 pour l'Europe. L'entreprise a ouvert, fin 2013, un bureau à Annapolis, aux États-Unis, à 25 minutes du siège de la NSA de Fort Meade. Vupen Security et toutes ses filiales ont été finalement dissoutes le 30 décembre 2014 et liquidées définitivement le 27 avril 2015,.
Ses fondateurs, dont Chaouki Bekrar, créent en 2015, aux États-Unis, la plateforme Zerodium (en) destinée à la vente de failles informatiques zero-day,.